# Eduard Lieber
Eduard Lieber (* 23. Dezember 1791 in Züllichau; † 3. September 1867 ebenda) war ein deutscher Kaufmann und Politiker.

## Leben
Lieber war der Sohn eines Kaufmanns. Er hatte sechs Brüder, darunter Francis Lieber. Er nahm als Freiwilliger Jäger an den Befreiungskriegen teil und wurde in der Schlacht bei Großgörschen verletzt.
Lieber lebte selbst als Seidenhändler in Züllichau. Dort war er vor 1848 Ratsherr. Vom 18. Mai 1848 (für Theodor Brescius) bis zum 2. Juni 1848 vertrat er den Wahlkreis 23. Provinz Brandenburg (Züllichau) in der Frankfurter Nationalversammlung. Im Parlament blieb er fraktionslos.